# Achelia gracilis
Achelia gracilis är en havsspindelart som beskrevs av Verrill, A.E. 1900. Achelia gracilis ingår i släktet Achelia och familjen Ammotheidae. Inga underarter finns listade i Catalogue of Life.